# Marcelina Grabska
Marcelina Grabska (ur. 10 kwietnia 1947 w Więzownie) – polska filolog, dr hab. nauk humanistycznych, profesor nadzwyczajny i dyrektor Instytutu Filologii Wschodniosłowiańskiej Wydziału Filologicznego Uniwersytetu Gdańskiego.

## Życiorys
Uczęszczała do szkół w Kościerzynie, gdzie ukończyła Szkołę Podstawową (1960) i Liceum Ogólnokształcące (1964). Podjęła studia na filologii rosyjskiej w Wyższej Szkole Pedagogicznej w Gdańsku, uzyskując w 1971 r. magisterium już na Uniwersytecie Gdańskim. Po studiach pracowała jako nauczycielka języka rosyjskiego w Szkole Podstawowej w Gniazdowie (1964/1965), następnie w szkołach zawodowych i podstawowych (1965–1968), Technikum Ekonomicznym w Kościerzynie (1968–1971) i Technikum Tworzyw Sztucznych w Gdyni (1971–1975).
W 1975 r. podjęła pracę naukową w Instytucie Filologii Rosyjskiej na Wydziale Humanistycznym Uniwersytetu Gdańskiego w Zakładzie Metodyki Języka Rosyjskiego na stanowisku asystenta (1975–1977), starszego asystenta (1977–1982), adiunkta (1982–2001). Od 1993 r. pełni funkcję kierownika Zakładu Dydaktyki Języka Rosyjskiego (później Katedra Pragmatyki Komunikacji i Akwizycji Języka), a w okresie 1999–2005 dyrektora Instytutu Filologii Słowiańskiej oraz w latach 2008–2013 dyrektora Instytutu Filologii Wschodniosłowiańskiej.
Odbyła staże naukowe w Instytucie Lingwistyki Stosowanej Uniwersytetu Warszawskiego (1978), Instytucie Języka Rosyjskiego im. A.S. Puszkina w Moskwie (1980, 1989 oraz 1990–1994 staż habilitacyjny), Uniwersytecie Szczecińskim (1983), Uniwersytecie im. Adama Mickiewicza w Poznaniu (1987).
W 1981 r. obroniła pracę doktorską pt. Teoria i praktyka sprawności czytania rosyjskich tekstów specjalistycznych młodzieży technikum, w 1994 r. habilitowała się w Instytucie Języka Rosyjskiego im. A.S. Puszkina w Moskwie na podstawie pracy zatytułowanej Русскоязычный потенциальный словарь в языковом сознании польских учащихся (теоретическое и экспериментально-эмпирическое исследование). W 2001 r. uzyskała tytuł profesora nadzwyczajnego.
Była inicjatorką powołania w 2013 r. nowego periodyku naukowego „Studia Rossica Gedanensia”, w którym od początku pełni funkcję przewodniczącej Rady Naukowej.

## Odznaczenia i wyróżnienia
- 1991: Złoty Krzyż Zasługi
- 1994: Medal Instytutu Języka Rosyjskiego im. Aleksandra Puszkina w Moskwie
- 2003: Medal Komisji Edukacji Narodowej
- 2015: Brązowy Medal Uniwersytetu Gdańskiego „Honestati Doctrinae Sapientiae”[4]
- Zespołowa Nagroda Naukowa Rektora UG I stopnia
- Nagroda Rektora UG II stopnia (czterokrotnie)

Źródło:.